# Unité mobile hospitalière
 (juin 2020).
Si vous disposez d'ouvrages ou d'articles de référence ou si vous connaissez des sites web de qualité traitant du thème abordé ici, merci de compléter l'article en donnant les références utiles à sa vérifiabilité et en les liant à la section « Notes et références ».
Pour les articles homonymes, voir UMH.
Une unité mobile hospitalière (UMH) ou unité mobile de soins intensifs (UMSI) ou Unité de thérapie intensive (UTIM) dans plusieurs pays latins, est un ensemble constitué d'une équipe médicale de soins intensifs  qui se déplace hors de l'hôpital avec du matériel pour prodiguer des soins intensifs durant un transport sanitaire secondaire. C'est « l'hôpital qui vient au patient » et non pas « le patient qui vient à l'hôpital ». Elle est appelée internationalement Unité de thérapie intensive mobile. Dans certains pays (Allemagne, Belgique, France…) elle est basée à l'hôpital ce qui a l'avantage de faire tourner du personnel de soins dans l'aide médicale urgente à l'extérieur.
Une UMH est dotée d'un véhicule adapté au transport de patients, pré-équipée du matériel de diagnostic et de traitement médical intensif (dont des médicaments). Son équipage médical se compose habituellement d'un médecin, d'un infirmier (IDE) (ou d'un infirmier anesthésiste (IADE)) et d'un ambulancier diplômé (pour les UTIM terrestres). Cet équipage peut « médicaliser » d'autres types de véhicules intervenants, il peut intervenir auprès du patient transporté dans cette ambulance avec un véhicule léger d'intervention médicale, c'est la technique dite du "Rendez Vous".

## Fonction des ambulances de traitement intensif mobile
L'UMH ou l'UTIM a deux fonctions médicales :
- transporter un patient nécessitant des soins entre deux structures de soins (transport dit « secondaire ») ;
- faire le Bilan Initial au Samu d'un évènement avec plusieurs victimes qui nécessite des renforts.

En France, toutes les interventions des UMH/UTIM se font sous l'autorité directe opérationnelle de la régulation du Médecin Régulateur du SAMU qui gère les Ressources d'Urgence du réseau des Soignants et Services de Soins d'Urgence et Critiques hospitaliers.
L'équipage d'une UMH est réglementairement composé d'un médecin urgentiste, d'un infirmier diplômé et d'un ambulancier diplômé qui sont des Personnels paramédicaux. En France, cependant, pour les situations ne nécessitant pas la présence d'un médecin (notamment pour certains transports secondaires), une UMH peut avoir un effectif réduit à un infirmier et un ambulancier si le Médecin Régulateur du Samu le décide. La permanence du Médecin Régulateur dans le Samu, dont une des fonctions est d'assister du personnel paramédicaux à travers le réseau de radiotélécomminications permet d'utiliser ces personnels avec beaucoup de sécurité car ils se trouvent dans la même position que dans un Hôpital.
Dans les pays qui ne possèdent pas ce Médecin Régulateur exclusif cette fonction est transférée aux médecins des UTIM et du Service d'Urgence de l'Hôpital.

## En France

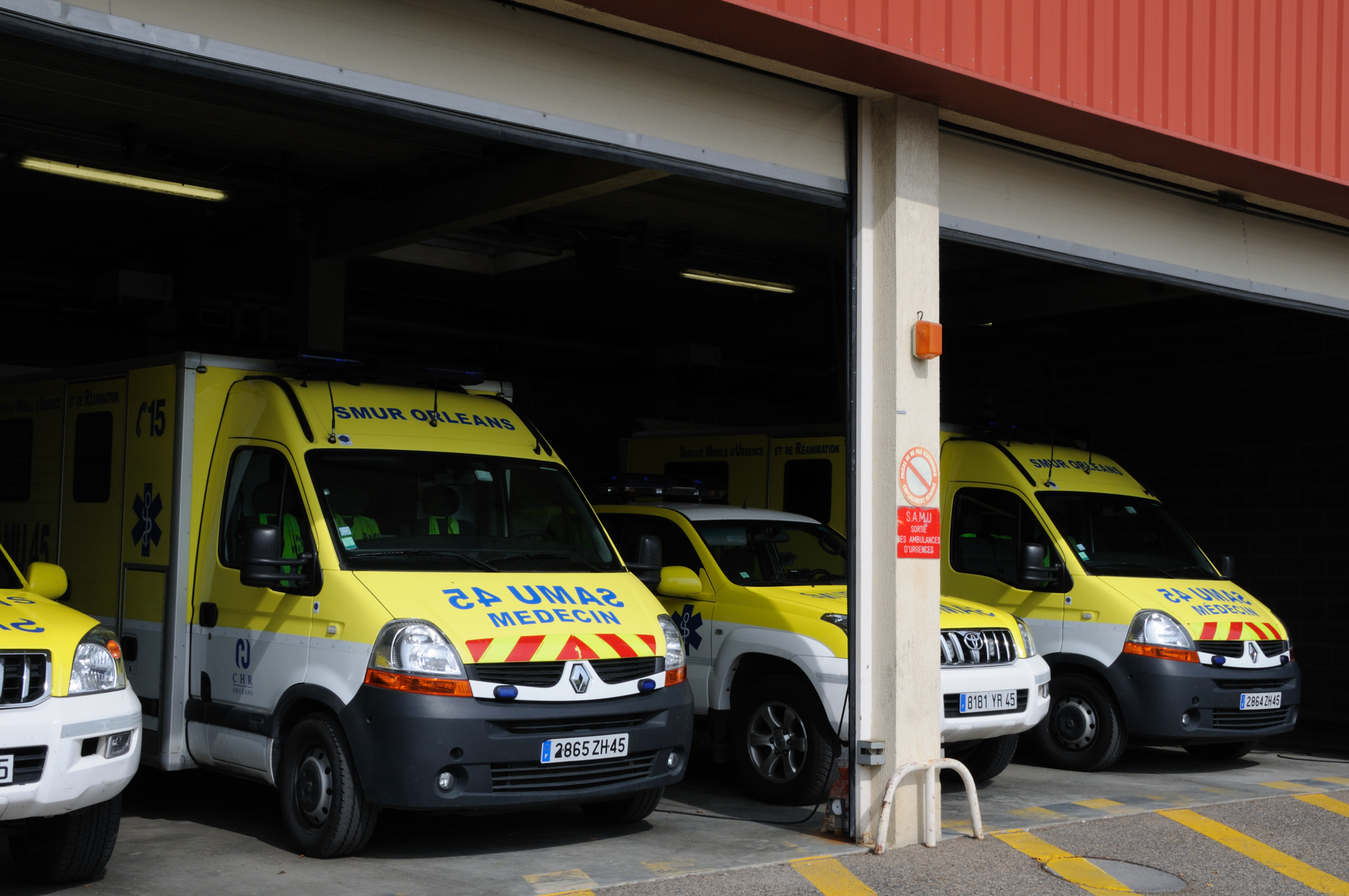
Des UMH du SMUR d'Orléans

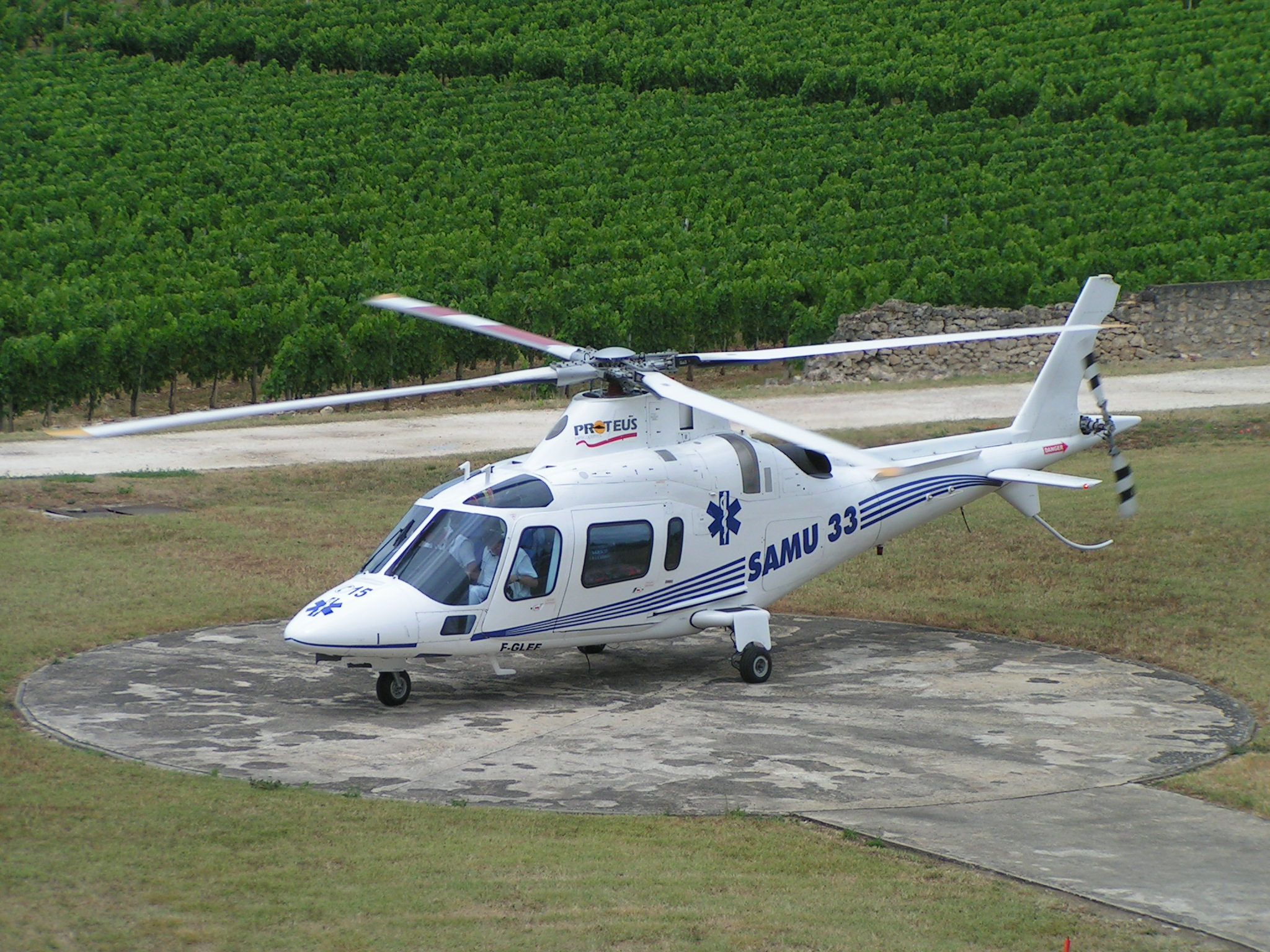
Hélicoptère Agusta A.109 du SAMU 33

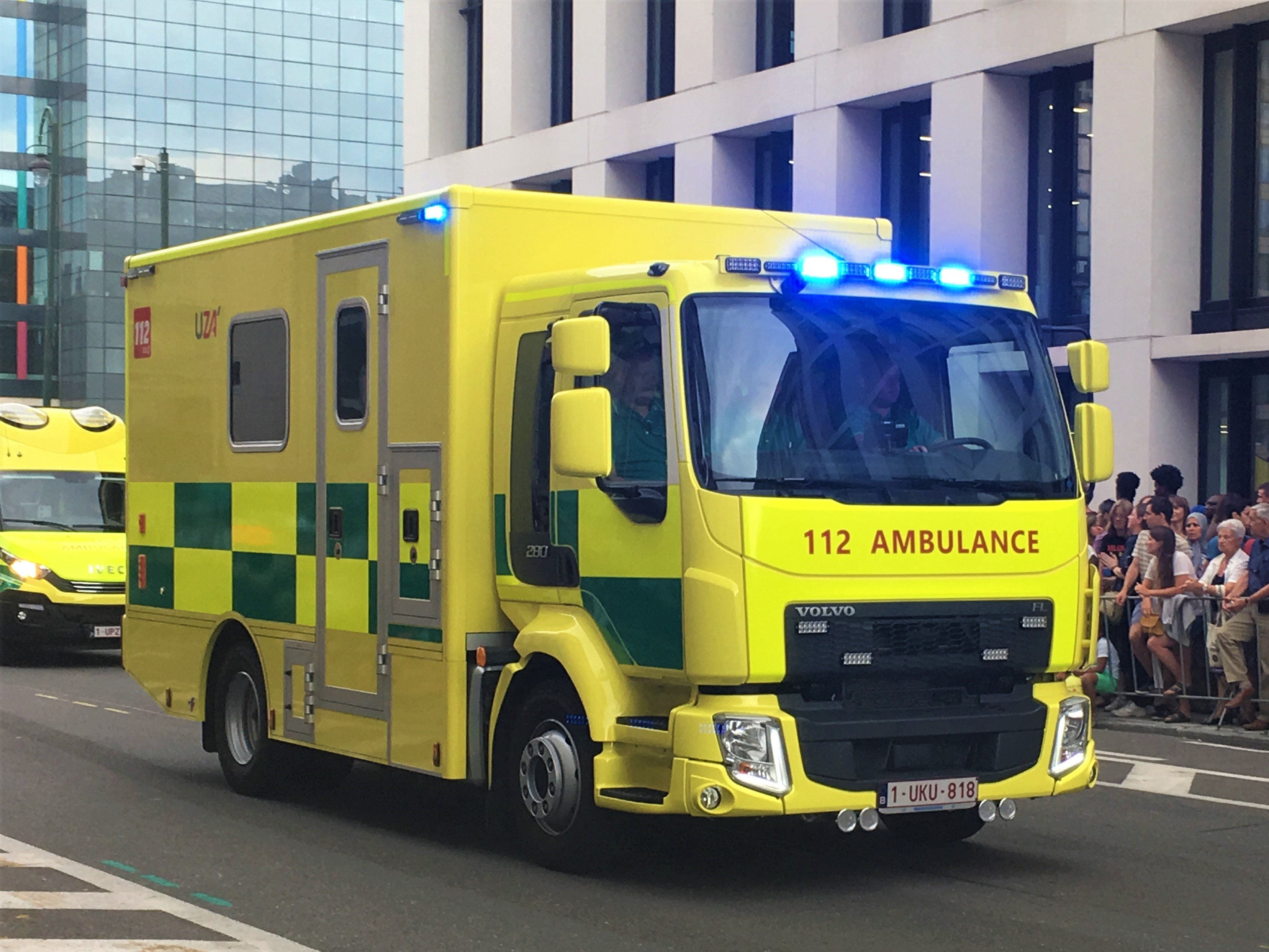
Véhicule de l'hôpital universitaire d'Anvers

En France, les unités mobiles hospitalières sont placées sous la responsabilité d'un SMUR. Leurs moyens de transport sanitaire peuvent être :
- une ambulance catégorie A type C exclusivement destinée à ce type de mission, pré-équipée de tout le matériel et médicaments permettant une prise en charge sur place d'un patient et son transport ;
- une ambulance privée catégorie A type B  ou un VSAV (sapeurs-pompiers) pour effectuer le transport du patient, accompagnée d'un véhicule radio-médicalisé (ou véhicule médical léger), possédant le matériel médical et de traitement. L'ambulance ou le VSAV devient ponctuellement et de facto une UMH lorsque le personnel médical s'installe à bord avec son équipement ; on parle alors d'ambulance médicalisée ;
- un VPSP (Véhicule de premiers secours), est un véhicule de secours d'une association agrée de sécurité civile. Ce véhicule comprend tout le matériel nécessaire au soins. Ce véhicule peut déjà être médicalisé en fonction de l'équipe de secours présente, pouvant être composé d'un médecin d'un infirmier(ère), et d'un chef d'intervention puis d'un secouriste. Ce véhicule est équipé pour le transport d'une équipe de 4 professionnels (bénévoles formé)  ainsi qu'une victime et un accompagnant ou secouriste supplémentaire. Les associations sont principalement la Croix-Rouge Française (la plus grande association internationale, intervenant dans plus de 150 pays), la Protection Civile.
- un hélicoptère, soit destiné aux missions sanitaires, soit dans lequel on charge le matériel conditionné, dans ce dernier cas l'UMH est doté d'un autre moyen ponctuel de transport sanitaire pour accueillir le patient, l'équipe médicale et son équipement.
- un navire ou un avion ou un bateau sont utilisés dans les mêmes conditions que l'hélicoptère.

Les régions d'outremer possèdent des Samu et des UTIM adaptées aux conditions locales comme la Guyane.
La Brigade de sapeurs-pompiers de Paris (BSPP) et le Bataillon de marins pompiers de Marseille (BMPM) possèdent des UTIM militaires (médecins et infirmiers diplômés du Service de santé des armées) dites « ambulances de réanimation » ; elles ne sont pas encore toutes des UMH car elles ne sont pas basées dans les hôpitaux militaires ni civils mais sont intégrées dans la régulation médicale des quatre Samu parisiens et marseillais.
En Belgique, au Luxembourg, en Suisse romande et dans d'autres pays francophones, les UTIM sont également « hospitalières » mais dans les pays qui ne possèdent pas de Samu c'est le médecin de l'UTIM qui s'« autorégule » avec l'aide de son hôpital de base comme dans les premières UTIM françaises créées par Maurice Cara avant la création des Samu. Dans d'autres pays, les UTIM et le Samu dépendent directement des Autorités de Santé Publique Régionales (Brésil, Portugal, Italie) et non d'un hôpital.
Il existe de véritables UTIM dans le secteur privé en France, utilisées par les compagnies d'assistance ou dans les grands aéroports.

## Pays anglophones
Pour différentes raisons la médicalisation extrahospitalière des ambulances est rare et n'existe que dans le privé ou à Glasgow, Londres ou Malte.
L'absence de législation de la santé, notion floue de Advanced Life Support et de Paramedic souvent utilisée dans ces pays ne correspond pas à la compétence ni à la définition  la MICU (Mobile Intensive Care Unit) qui est la Traduction de UTIM/UMH.
Les services qui pourraient à l'avenir prendre en charge ces Unités sont appelés EMS (Emergency Medical Service) mais qui ont également un nom confus car ils sont démédicalisés et peu intégrés avec les Services Hospitaliers d'Urgence. En Angleterre c'est le Service National d'Ambulances et aux États-Unis ce sont des Services locaux, non dépendants du ministère de la Santé, qui ont des Advanced Life Support Ambulances qui sont confiés à des EMT Emergency Medical Technicians ou des Paramedics.

## Pays hispanophones
les UTIM et les UVIM (Unidades de Tratamiento Intensivo ou Unidades de Vigilancia Intensiva) existent dans les Samu Espagnols, Andorrans, Argentins, Chiliens.

## Pays lusophones
Les UTIM et les UVIM (Unidades de Tratamento Intensivo ou Unidades de Vigilança Intensiva) existent dans l'INEM des Samu portugais (Codu)  et dans le SUS des Samu 192 brésiliens.

## Autres pays possédant des UTIM
Les pays de l'Est, du Nord, du Centre, des Balkans[Lesquels ?], la Chine possèdent des équivalents des UTIM et Samu.

## Ambulances de Traitement Intensif Mobile Néonatales
En France elles dépendent dans certaines capitales d'un SMUR Pédiatrique Régulé par le Samu. Un consultant régional aide les médecins régulateurs de plusieurs Samu de cette région. Dans d'autres un pédiatre et/ou un/e infirmier/e spécialisé issus des services hospitaliers  font partie de cette équipe.

## Ambulances et UTIM militaires de Traitement Intensif
- Evasan Militaires[5]
- Hélicoptères
- Avions
- Bateaux